# Leomundo de Grecia
Leomundo de Grecia es un libro de caballerías portugués, escrito por el madeirense Tristán Gómez de Castro (1539-1611), quien lo dedicó a la condesa de Vila-Nova de Ficalho Doña Francisca de Aragón.
El libro se conserva en dos partes en un único manuscrito de 290 folios en el Arquivo Nacional da Torre do Tombo (Lisboa). Su temática es muy variada, ya que incluye una guerra entre el imperio griego de Constantinopla y los españoles, y multitud de aventuras maravillosas, encantamientos, leyendas, enanos, gigantes, galanteos y torneos. 
La redacción del texto se produjo con toda probabilidad entre 1599 y 1611
- Datos: Q5973088